# Thiago Aoki
Thiago Aoki (ur. 1985) – brazylijski judoka.
Wygrał igrzyska Ameryki Południowej w 2006. Brązowy medalista mistrzostw panamerykańskich w 2006 roku. 